# Загублене майбуття
«Загублене майбуття» (пол. Zagubiona przyszłość) – науково-фантастичний роман Кшиштофа Боруня й Анджея Трепки. Уперше роман був надрукований частинами в щоденній ілюстрованій газеті «Kurier Polski» (Варшава, 1953 року), окремою книгою виданий у 1954 році (зі змінами редакції). Авторська версія була надрукована в 1957 році. Третє видання світ побачив у 1986 році (видавництво «Iskry», Варшава).
Роман «Загубнене майбуття» є першою книгою космічної трилогії. Наступні книги — «Проксима» (пол. Proxima) і «Космічні брати» (пол. Kosmiczni bracia).

## Сюжет
СМ-2 або штучний супутник Celestia відірвався від Сонячної Системи і вирушив у напрямку Альфа Центавра. Упродовж багатьох років з 1994 року (як відомо з газетної вирізки) і по 2407 рік у безнадійній подорожі знаходились на палубах космічного корабля близько п'яти тисяч осіб. Невелика громада була поділена на касти невільників (у переважній більшості темношкірих), робітників, техніків, учених і можновладців (капіталістів). Мешканцям не було відомо, чому вони покинули Сонячну Систему, але вони були переконані, що Землю захопили "червоні дияволи". Тільки президент Celestii знає і приховує справжню причину втечі (повалення капіталізму). 
Одного разу до Celestii на великій швидкості наближався космічний корабель Astrobolid надісланий Землею. Не сповіщаючи людей, президент наказує інженеру Круку якнайшвидше ліквідувати корабель за допомогою пристрою для знищення метеорів. Однак, деякій групі мешканців Celestii, незадоволених владою президента, вдається встановити контакт з Astrobolidem. Спалахує повстання, яке закінчується перемогою над диктатурою завдяки втручанню людей з Astrobolidu. Мешканці Celestii дізнаються про справжні причини їхньої швидкої втечі з Землі, про нові зміни і швидкий темп розвитку суспільства, науки і техніки. Екіпаж з космічного корабля допоміг людям з Celestii повернутися на Землю, а сам продовжив свій шлях у напрямку системи Проксима Центавра. 